# Pablo de la Higuera
Pablo de la Higuera (Morales de Toro, 21 de septiembre de 1931 - Biarritz, 5 de julio de 2014) fue un periodista, escritor y dramaturgo español.  

## Biografía
Se licenció en Derecho por la Universidad de Santiago de Compostela. Empezó su carrera periodística a mediados de los años 1950 en el vespertino compostelano La Noche con un artículo sobre Antonio Machado. Se trasladó a Madrid y trabajó para la revista satírica Don José. A principios de los años 1960 se trasladó a París donde colaboró en diversos medios de comunicación, como el servicio de noticias en español de la agencia de noticias Agence France-Presse, Le Monde, L'Humanité y Révolution. Entre 1960 y 1986 trabajó como redactor y locutor en Radio Paris. Desde París publicaba en el semanario Triunfo las columnas Las crónicas de la Era Lunar y Diálogos de carmelitos. En los años 1980 también publicó en El País. Falleció el 5 de julio de 2014 en Biarritz a los 82 años.

## Obra

### Libros
- In, out, off... ¡uf! (1972)
- Frantzouskaïa Paranoïa (1988)

### Obras de teatro
- Los Papillon
- Los tres músicos